# 奥托·弗罗伊茨海姆
奥托·弗罗伊茨海姆（德語：Otto Froitzheim，1884年4月24日—1962年10月27日），德国前男子网球运动员。他曾代表德国参加1908年夏季奥林匹克运动会网球比赛，获得男子单打银牌。